# Leleka-100
Le Leleka-100 (ukrainien : Лелека-100) est un drone de reconnaissance qui, depuis 2021, est produit en Ukraine par DeViro,.

## Versions et coût

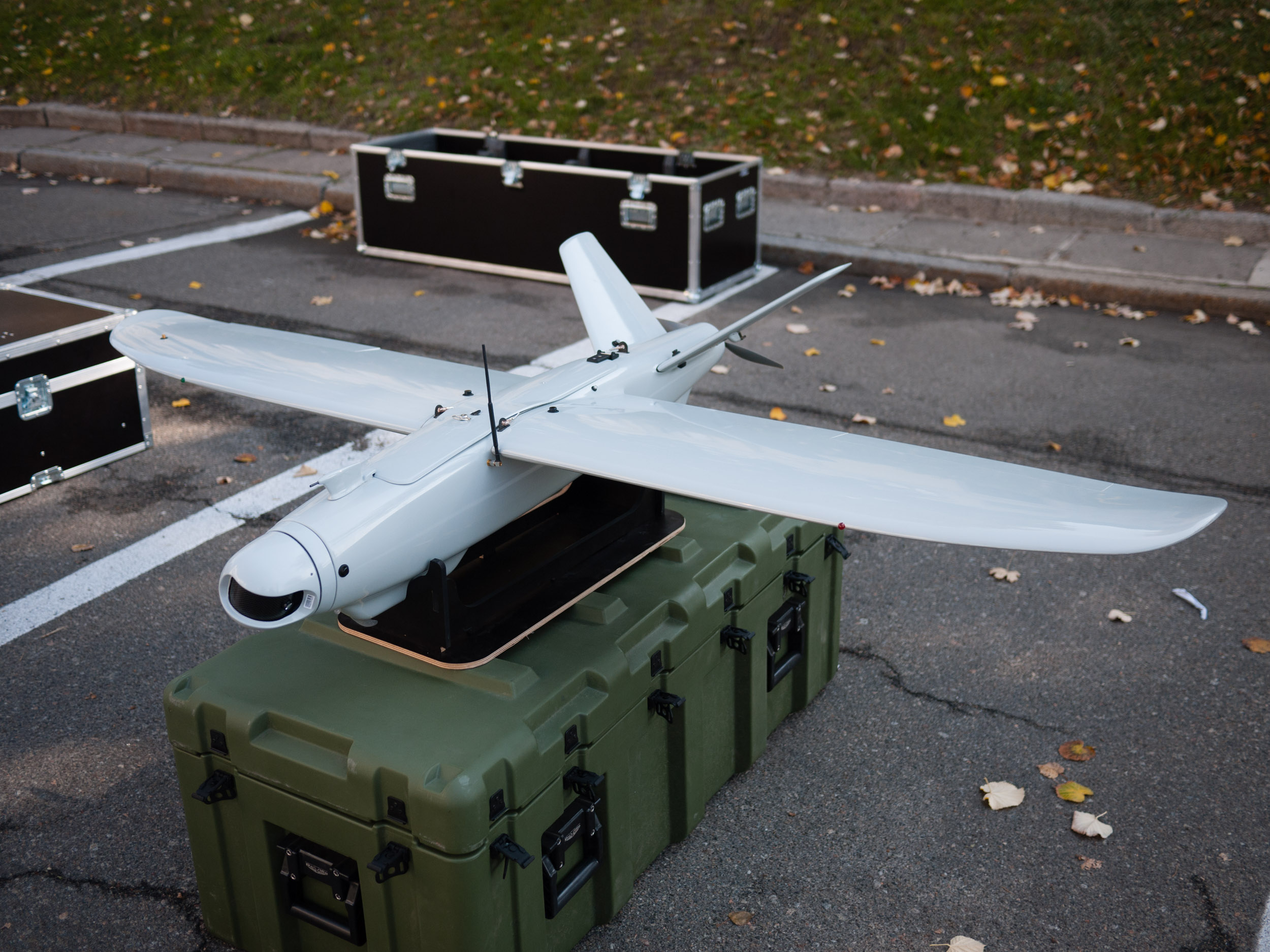
Leleka 100

Selon une source, sa fabrication représenterait un coût d'environ 37 500 €. Une autre source précise qu'il coûterait au minimum 60 000 € avec son système de pilotage.

### munition rôdeuse
Le Leleka sert de base aux drones suicides RA II porteurs de trois kilogrammes d'explosif et RAM X.

## Capacités
Le drone peut voler jusqu'à 1 500 mètres d'altitude, et le vol durer entre 2 et 3 heures (entre une heure trente et deux heures selon une autre source). Cependant, afin d'avoir des images précises, les forces ukrainiennes ne l'utilisent qu'à une altitude de 1000 mètres. « Par beau temps, il vole à 1 000 mètres d’altitude et est invisible à l’œil nu, et parfaitement inaudible grâce à son moteur électrique. Mais il voit tout ce qui se passe plus bas ».

## Utilisateur

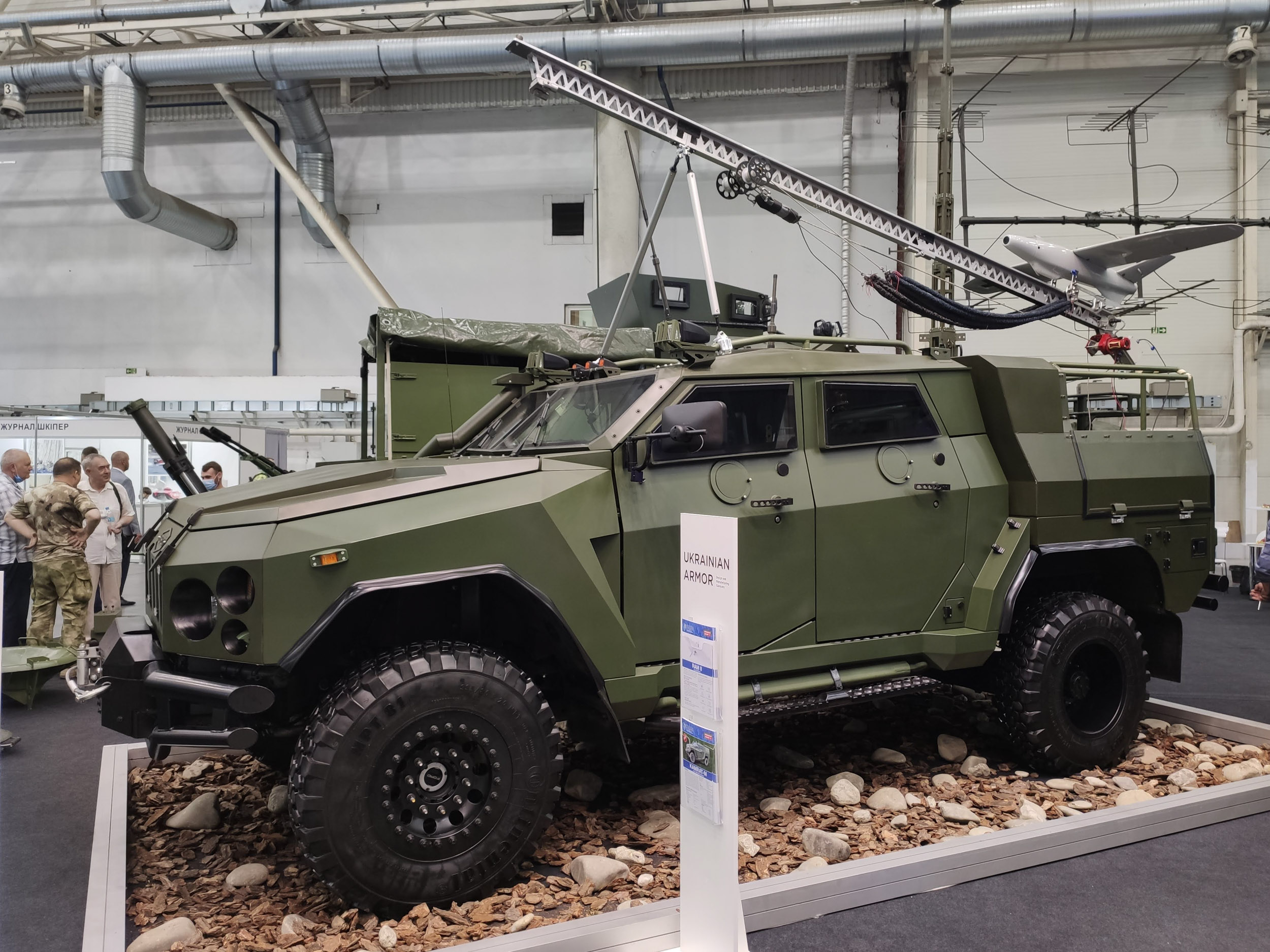
La RAM II sur un SBA Novator

Ce drone de reconnaissance est utilisé par les forces armées de l'Ukraine, pays dans lequel il est fabriqué.
Lors de l'invasion de l'Ukraine par la Russie, le drone est notamment utilisé en munition rôdeuse, notamment pour la destruction d'un 9K37 Bouk-M1-2. À la suite du manque d'obus dans l'armée ukrainienne, le drone est également utilisé pour avoir un aperçu en vidéo de certaines cibles russes et ainsi faciliter la destruction de ces dernières.